# Kolejny gejowski film
Kolejny gejowski film (tytuł oryg. Another Gay Movie) – amerykańska komedia filmowa w reżyserii Todda Stephensa z 2006 roku, będąca gejowską parodią innego filmu komediowego − American Pie, czyli sprawa dowCipna (1999).
Film opowiada o perypetiach czwórki homoseksualnych przyjaciół ze szkoły średniej, którzy postanawiają, że każdy z nich straci dziewictwo przed pójściem do college'u.

## Opis fabuły
Czworo zaprzyjaźnionych gejów właśnie kończy liceum. Andy jest przeciętnym nastolatkiem, który − podobnie, jak inni chłopcy w jego wieku − fascynuje się seksem. Jarod to nierozgarnięty szkolny przystojniak, lubujący się szczególnie w doskonaleniu własnej sylwetki. Nico jest ekstrawagancki i zniewieściały. Griff z kolei to typ kujona, sprawiający wrażenie najbardziej konserwatywnego z grupki przyjaciół. Cała czwórka składa pakt, wedle którego każdy straci cnotę przed rozpoczęciem nauki na studiach.

## Obsada
- Michael Carbonaro – Andy Wilson
- Jonathan Chase – Jarod
- Jonah Blechman – Nico
- Mitch Morris – Griff
- Scott Thompson – pan Wilson
- Graham Norton – pan Puckov
- Ashlie Atkinson – Muffler
- Stephanie McVay – Bonnie
- John Epperson – pani Wilson
- Megan Saraceni – Mini-Muff
- Darryl Stephens – Angel
- Matthew Rush – Ryder
- Mink Stole – Sloppi Seconds
- Richard Hatch – on sam
- Angela Oh – Tiki
- Alyshia Osche – Buffi
- Kristen Novak – Suzi
- Ant – pseudomedyk nr 1
- Jesse Daly – Cute Bloke
- David A. Dunham – pierwszy bazowy Beara
- Eric Eisenbrey – Boy Scout
- Andersen Gabrych – Tyler
- James Getzlaff – Beau
- Robert Laughlin – pseudomedyk nr 2
- Joanna Leeds – Daisy
- Alyshia Ochse – Buffi
- George Marcy – dziadek Muffler
- Jenn Shagrin – student Stoner

## Odniesienia doAmerican Pie
- Na początku filmu Andy zostaje złapany przez rodziców podczas masturbacji – podobnie jak Jim w pierwszej części AP.
- W filmie występuje postać zwana Muffler, o wulgarnym języku i wciąż mówiąca o seksie – odniesienie do Stifflera z AP.
- W obu filmach czwórka przyjaciół zawiera pakt, że stracą dziewictwo przed końcem lata.
- G.W.I.F.D. (Granfather Which Invite For Dinner) dziadek Muffler, z którym traci dziewictwo jeden z przyjaciół – odniesienie do M.I.L.F. (Mom I'd Like to Fuck) matki Stifflera, z którą spał Finch w AP.
- Plakat filmu nawiązuje graficznie do plakatu pierwszej części AP (główny bohater z tytułowym plackiem).
- Występuje scena z plackiem podobnie jak w I części AP.